# Флаэртиана
«Флаэртиана» — фестиваль документального кино в Перми, посвященный фильмам, в которых герой проживает на экране часть своей жизни. Такой режиссёрский метод в фильме «Нанук с Севера» (1922) впервые использовал американец Роберт Флаэрти, в честь которого и был назван фестиваль.

## История фестиваля

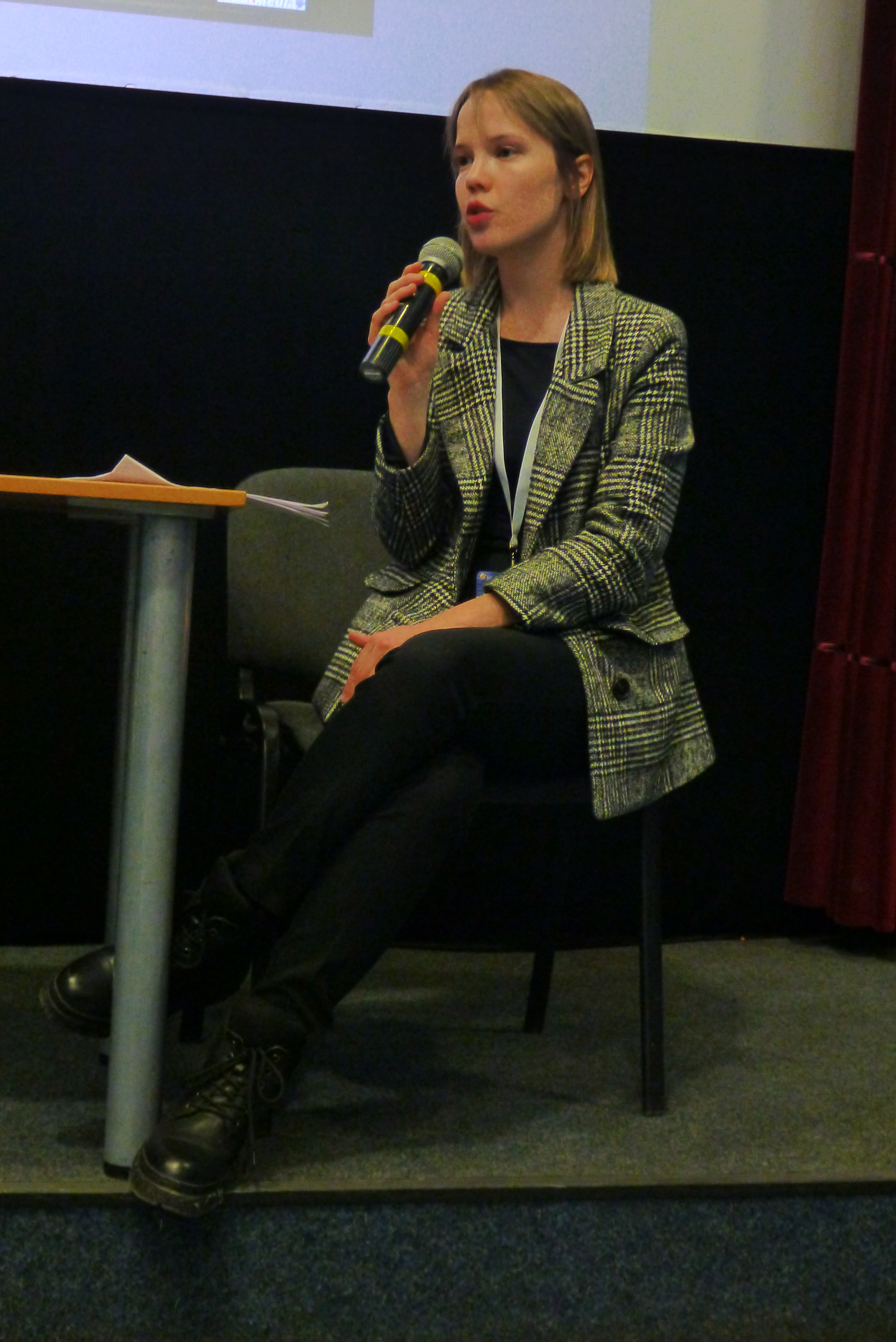
Главный координатор Флаэртианы Алина Ставровская представляет фестиваль в Екатеринбурге, 1 декабря 2019 года

Фестиваль проводится по инициативе студии «Новый курс» с 1995 года в городе Перми.
Статус международного это кинособытие получило в 2006 году, с того же времени фестиваль стал ежегодным.
Главный приз фестиваля называется «Золотой Нанук». В рамках международного фестиваля проводится российский фестиваль документального кино, а также смотр работ различных режиссёров и мастер-классы.
В 2009 году проводится отдельный интернет-конкурс документального видео, все ролики, прошедшие обязательную премодерацию, находятся в открытом доступе.
В июне 2010 года организаторы фестиваля Павел Печёнкин, Владимир Соколов, Марина Гашкова были награждены премией Пермского края «За достижения в сфере культуры и искусства за 2008 год».